# Oda-Gerlind Gawlik
Oda-Gerlind Gawlik (* 22. März 1948 in Recklinghausen) ist eine deutsche Politikerin der SPD.

## Ausbildung und Beruf
Oda-Gerlind Gawlik legte ihr Abitur 1966 ab. Es schloss sich von 1966 bis 1971 ein Studium der Rechtswissenschaften an der Ruhr-Universität Bochum an. Die erste juristische Staatsprüfung erfolgte 1971, die zweite 1974. Von 1975 bis 1979 war Gawlik an der Universität Gießen wissenschaftliche Assistentin. Von 1979 an bis 1982 war sie bei der Bezirksregierung Düsseldorf beschäftigt, wo sie ab 1980 die Position der Dezernentin in der Kommunal- und Finanzaufsicht hatte. In der Düsseldorfer Staatskanzlei war sie von 1982 bis 1987 tätig, ab 1984 wurde sie Referentin im Bereich der Regierungs- und Aufgabenplanung. Die Ernennung zur Ministerialrätin erfolgte 1986. Von 1987 bis 1995 war Gawlik Beigeordnete der Stadt Mülheim an der Ruhr für Schule, Kultur, Weiterbildung und Sport und ab 1994 auch Stadtdirektorin.

## Politik
Oda-Gerlind Gawlik ist Mitglied der SPD von 1968 bis 1973 und wieder seit 1982. 1995 wurde sie stellvertretende Ortsvereinsvorsitzende und stellvertretende Vorsitzende des SPD-Unterbezirks Mülheim. Mitglied der Bundeskontrollkommission der SPD wurde sie 1999. 2000 wurde sie Mitglied des Bezirksvorstandes Niederrhein. Mitglied der IG Metall ist sie seit 1999.
Direkt gewähltes Mitglied des 13. Landtag von Nordrhein-Westfalen war Gawlik von 2000 bis 2005.